# Vedad Ibišević
Vedad Ibišević (født 6. august 1984 i Vlasenica i Jugoslavien) er en bosnisk fodboldspiller, der spiller for den tyske Bundesliga-klub Hertha Berlin. 
Han har desuden spillet en årrække for Bosnien-Hercegovinas landshold, og deltog ved VM 2014 i Brasilien.